# Палаццо делла Раджоне (Падуя)
Палаццо делла Раджоне (итал. Palazzo della Ragione, вен. Pałaso de ła Raxon — Дворец рассудительности) — зал заседаний городского суда Падуи в эпоху средневековых городских общин, остающийся одним из самых больших залов Европы (87 м длиной, 27 м шириной и 24 м высотой) с крышей, наведённой без промежуточных опор. Назначение зала весьма специфично для уклада общественной жизни городских коммун северной Италии.
Дворец располагается посреди падуанского рынка, разделяя его на площадь Трав и площадь Фруктов.
Первое здание было начато в 1172 г. и закончено в 1219 г. и состояло из трех помещений, в 1306 году монах-августинец брат Джованни (Giovanni degli Eremitani) надстроил его, снабдил единой деревянной крышей в виде перевернутого киля корабля и окружил несколькими ярусами лоджий. После пожара 1420 года здание было восстановлено венецианскими мастерами и тогда же три помещения были объединены в один ныне существующий зал.
Стены зала в начале XIV века были украшены фресками на астрологические темы, замысел которых приписывают падуанскому медику и астрологу Пьетро д’Абано, а исполнение — Джотто. Эти фрески погибли в пожаре 1420 года, но были восстановлены между 1425 и 1440 гг. Николо Мирето (Nicolo Miretto) и Стефано из Феррары (Stefano da Ferrara). Цикл фресок подразделен на 333 квадрата, расположенных в несколько ярусов, представляет собой один из самых крупных сохранившихся памятников средневековой астрологии, хотя и сильно уступает в художественном плане знаменитым астрологическим фрескам зала месяцев палаццо Скифанойя. В 2021 году фрески Палаццо делла Раджоне были внесены в список Всемирного наследия ЮНЕСКО, в составе цикла фресок XIV века восьми зданий Падуи.

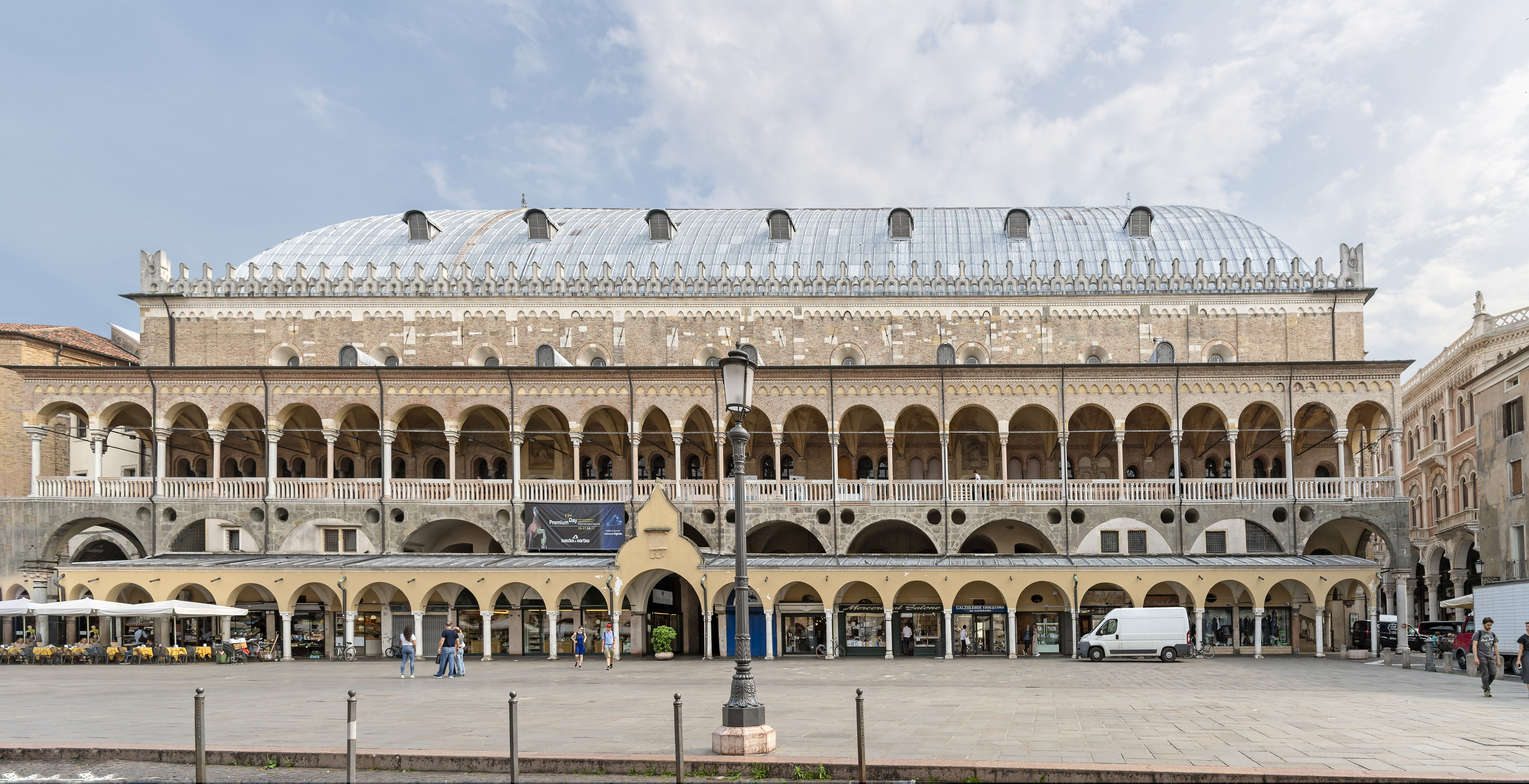
Наружный фасад дворца